# 萧翼赚兰亭图

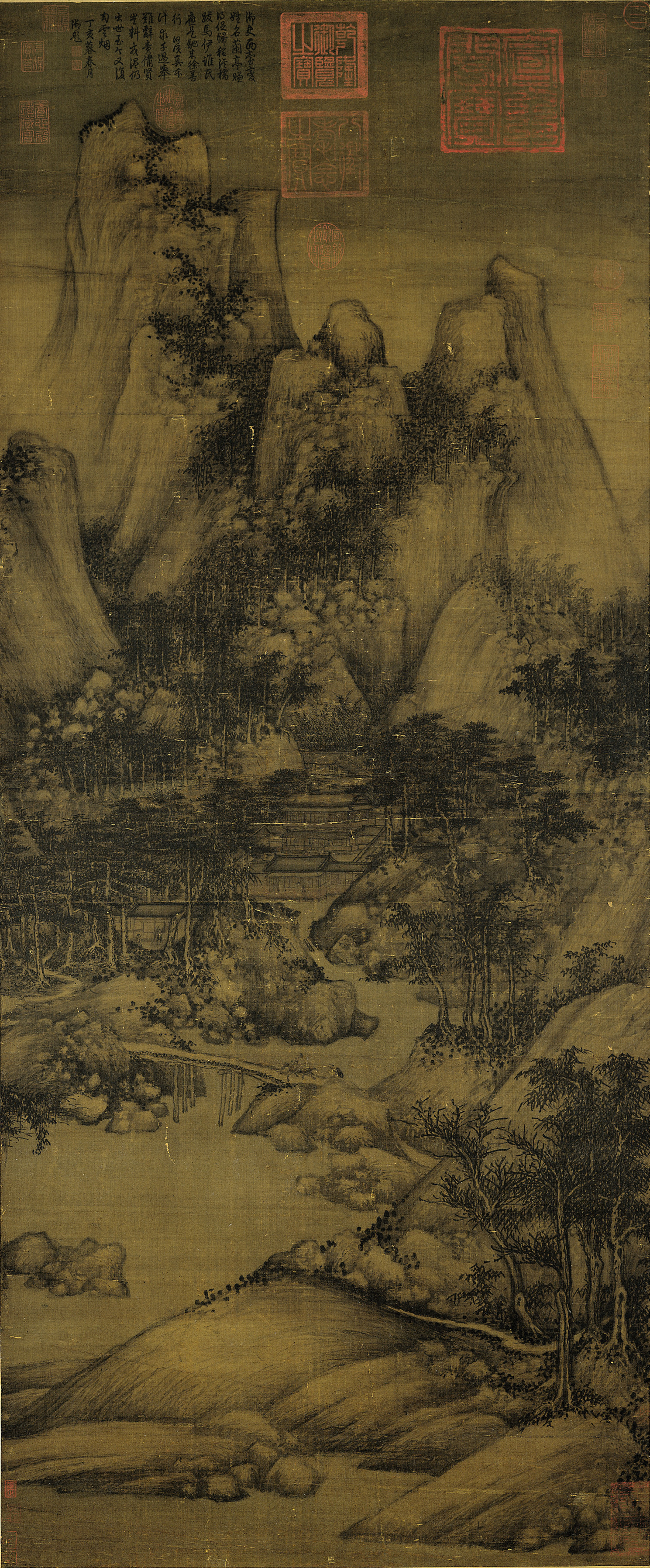
巨然《蕭翼賺蘭亭圖》，絹本，縱144.1公分、橫59.6公分，國立故宮博物院藏。

《萧翼赚兰亭图》傳為唐代画家阎立本根据何延之的《兰亭记》故事所作。描绘御史萧翼从王羲之第七代孙智永的弟子辩才的手中将有「天下第一行书」之稱的《兰亭集序》骗取到手献给唐太宗的故事。画的是萧翼和辩才索画，萧翼洋洋得意，老和尚辩才张口结舌，失神落魄；旁有二僕在茶炉上备茶；各人物表情刻画入微。

## 作品
閻立本《萧翼赚兰亭图》共有三種宋代摹本傳世，分別藏於中國故宮博物院、辽宁省博物馆及臺灣國立故宮博物院，其中以遼寧省博物館跟國立故宮博物院的藏本較為完整，故宮博物院的藏本則相對較為簡略。另外，五代十國南唐畫家巨然也據此創作了一幅同名的山水畫，為國立故宮博物院所收藏。

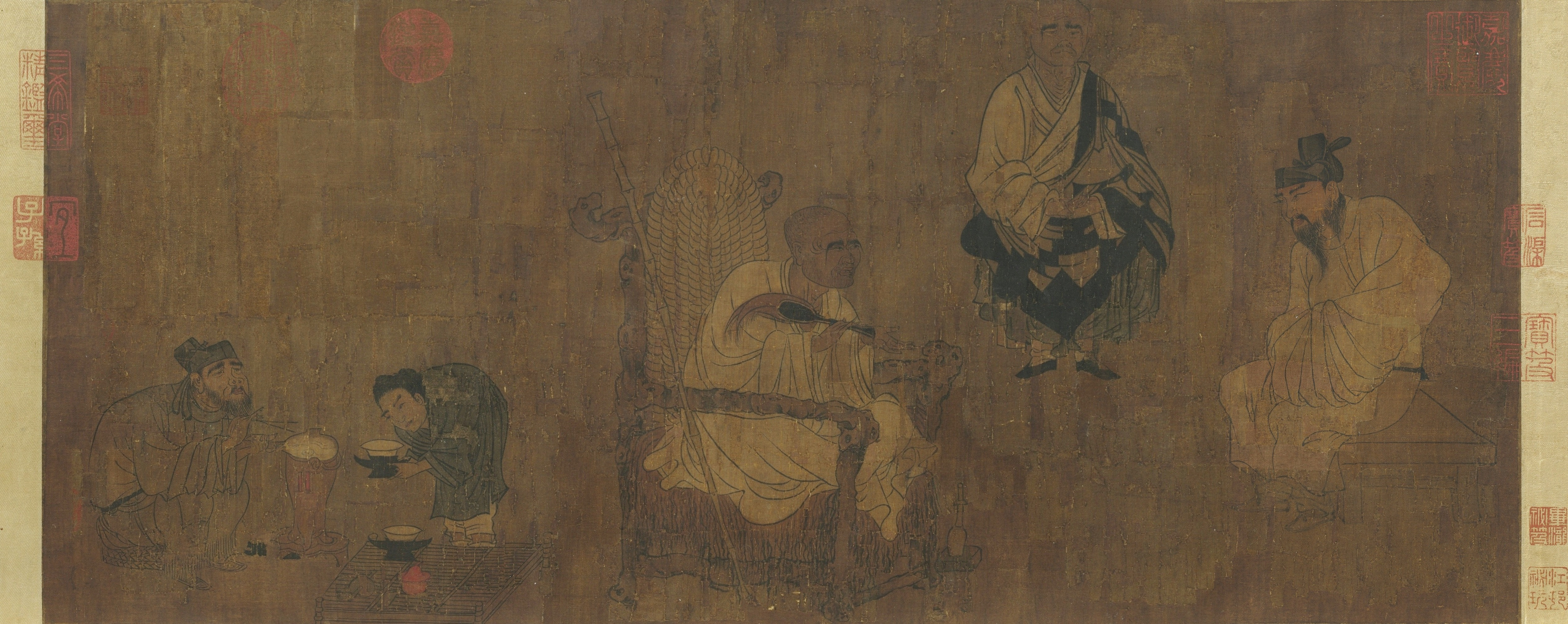
《萧翼赚兰亭图》雖為宋代摹本，卻仍保有唐代古風，絹本，縱27.4公分、橫64.7公分，國立故宮博物院藏。

## 外部連結
- 唐閻立本畫蕭翼賺蘭亭圖　卷< 故宮數位典藏系統 （页面存档备份，存于）